# Cassie (cantante)
Cassandra Elizabeth Ventura (New London, Connecticut, 26 de agosto de 1986), conocida profesionalmente como Cassie, es una cantante, modelo, bailarina y actriz estadounidense. Después de ser presentada por el productor de música Ryan Leslie Cassie fue contratada por su compañía de música, "Next Selection Lifestyle Group". Ryan escribió y produjo el primer sencillo de Cassie, Me & U el cual fue un gran éxito en el 2006. Él convenció a Sean "Diddy" Combs para que Cassie formase parte de su compañía Bad Boy Records luego del lanzamiento de su disco debut, Cassie, el cual fue lanzado en agosto del 2006. El 11 de abril de 2013 lanzó el mixtape RockaByeBaby, contando con colaboraciones, entre otros, de Rick Ross, Wiz Khalifa, etc.

## Biografía
Cassandra Ventura nació el 26 de agosto de 1986 en New London. Su padre es de origen filipino, y su madre es de origen afroamericano y mexicano. Asistió a The Williams School, una preparatoria de New London. Perfeccionó su danza, y tomó clases de canto. Comenzó a modelar a los 14 años, y cuando tenía 16, apareció en los anuncios de la revista Seventeen y el popular catálogo de revistas para jóvenes Delia’s. Dejó la escuela en el 2004, ya que decidió enfocar su carrera en ser modelo y cantante. Se mudó a Nueva York y continuo modelando, en tanto tomaba clases en el Broadway Dance Center. Ella es representada por Wilhelmina Models y One Model Management en la ciudad de Nueva York.
Junto a Ryan Leslie en 2004 escribieron un dueto llamado «Kiss Me», y grabaron la pista, luego Leslie reprodujo la canción al ejecutivo musical Tommy Mottola.

### Vida personal
Cassie mantuvo una larga relación con Diddy desde 2007 hasta 2018. Después de la ruptura comenzó una relación con Alex Fine a finales de 2018. En junio de 2019, anunciaron que esperaban su primer hijo. El 27 de agosto de 2019, anunciaron su compromiso. Se casaron al mes siguiente. El 6 de diciembre de 2019 dio a luz a una niña llamada Frankie Fine. El 22 de marzo de 2021 nació su segunda hija, Sunny Cinco.

## Discografía

### Álbumes
| Año  | Información                                         | Posiciones | Posiciones | Posiciones | Posiciones | Certificaciones                                          |
| Año  | Información                                         | EUA        | EUA R&B    | R.U.       | UWC        | Certificaciones                                          |
| ---- | --------------------------------------------------- | ---------- | ---------- | ---------- | ---------- | -------------------------------------------------------- |
| 2006 | Cassie - Álbum Debut - Lanzado: 8 de agosto de 2006 | 4          | 2          | 33         | 9          | - Ventas en EE. UU.: 321,000 - Ventas mundiales: 593,000 |

### Mixtapes
| Título       | Datos del álbum                                                                        |
| ------------ | -------------------------------------------------------------------------------------- |
| RockaByeBaby | - Lanzamiento: 11 de abril de 2013 - Discográfica: Bad Boy - Formato: Descarga digital |

### Sencillos
| Año  | Título                              | Mejores posiciones en listas | Mejores posiciones en listas | Mejores posiciones en listas | Mejores posiciones en listas | Mejores posiciones en listas | Certificaciones | Álbum                                   |
| Año  | Título                              | EUA                          | EUA R&B                      | AUS                          | IRL                          | R.U.                         | Certificaciones | Álbum                                   |
| ---- | ----------------------------------- | ---------------------------- | ---------------------------- | ---------------------------- | ---------------------------- | ---------------------------- | --------------- | --------------------------------------- |
| 2006 | "Me & U"                            | 3                            | 1                            | 12                           | 9                            | 6                            | - EUA: Platino  | Cassie                                  |
| 2006 | "Long Way 2 Go"                     | 97                           | 115                          | 23                           | 14                           | 12                           |                 | Cassie                                  |
| 2007 | "Is It You"                         | —                            | —                            | —                            | —                            | 52                           |                 | Step Up 2: The Streets                  |
| 2008 | "Official Girl" (con Lil Wayne)     | —                            | —                            | —                            | —                            | —                            |                 | Sencillos sin álbum                     |
| 2009 | "Must Be Love" (con Puff Daddy)     | —                            | 56                           | —                            | —                            | —                            |                 | Sencillos sin álbum                     |
| 2009 | "Let's Get Crazy" (con Akon)        | —                            | —                            | —                            | —                            | —                            |                 | Sencillos sin álbum                     |
| 2011 | "Make You a Believer" (conJadakiss) | —                            | —                            | —                            | —                            | —                            |                 | Sencillos sin álbum                     |
| 2011 | "Radio" (con Fabolous)              | —                            | —                            | —                            | —                            | —                            |                 | Sencillos sin álbum                     |
| 2012 | "King of Hearts"                    | —                            | —                            | —                            | —                            | —                            |                 | Sencillos sin álbum                     |
| 2012 | "Balcony" (featuring Young Jeezy)   | —                            | —                            | —                            | —                            | —                            |                 | Sencillos sin álbum                     |
| 2012 | "The Boys" (con Nicki Minaj)        | 114                          | 41                           | —                            | 99                           | 113                          |                 | Pink Friday: Roman Reloaded – The Re-Up |

## Filmografía
- Step Up 2 the Streets (2008) – Sophie Donovan[21]
- Honey 3 (2016)-Melia
- The Perfect Match (2016) - Eva